# For Old Time's Sake (film 1913 Wharton)
For Old Time's Sake è un cortometraggio muto del 1913 scritto, prodotto e diretto da Theodore Wharton.

## Trama
Tess protegge un ladro quando riconosce in lui Will, il suo vecchio fidanzatino.

## Produzione
Il film, che fu prodotto dalla Essanay Film Manufacturing Company, venne girato nello stato di New York, a Ithaca.

## Distribuzione
Distribuito dalla General Film Company, il film - un cortometraggio di una bobina - uscì nelle sale cinematografiche USA il 23 settembre 1913.